# Emballonura serii
Emballonura serii är en fladdermus i familjen frisvansade fladdermöss som förekommer på öar kring Nya Guinea. De första exemplaren som hittades listades i början som Emballonura furax och de flyttades under senare 1990-talet till den nya arten.
Vuxna exemplar är 44 till 67 mm långa (huvud och bål), har en 10 till 19 mm lång svans och väger 4 till 5 g. Underarmarna är 44 till 53 mm långa, bakfötterna är 6 till 9 mm långa och öronen är 14 till 19 mm stora. På ovansidan förekommer svartbrun till brun päls och undersidans päls bildas av hår som har tre avsnitt. De är nära roten ljusgrå, i mitten brun och vid spetsen vit. Nakna delar av ansiktet, öronen och flyghuden är mörkbruna. Huvudet kännetecknas av en tjock nos. Typisk är den långa hälsporren (calcar) vid varje fot.
Individer hittades på öarna Niu Ailan, Manus, huvudön av St Matthiasöarna och på Yapen. Öarnas högsta toppar ligger 300 meter över havet. Denna fladdermus lever i fuktiga skogar. Den besöker öppna landskap i närheten under jakten.
Emballonura serii vilar i kalkstensgrottor nära utgången och under klippor. Den delar viloplatsen med andra fladdermöss. Arten jagar insekter med hjälp av ekolokalisering. Lätet påminner om lätet som brukas av Emballonura raffrayana. Intensiteten är störst vid 45 kHz.
Beståndet hotas av störningar vid viloplatsen. Antagligen fångas några exemplar för köttets skull. Även skogsröjningar påverkar populationen negativ. IUCN listar arten som sårbar (VU).